# La Destra - Fiamma Tricolore
La Destra - Fiamma Tricolore è stata una lista elettorale di orientamento neofascista e della destra sociale  formatasi per le elezioni politiche in Italia del 2008 dall'accordo dei due partiti  italiani, La Destra di Francesco Storace e il Movimento Sociale Fiamma Tricolore di Luca Romagnoli, con a capo Daniela Santanchè, indicata come capo della lista.

## Storia
Dopo la caduta del Governo Prodi e l'indizione di elezioni anticipate, entrambi i partiti non erano riusciti ad accordarsi con Silvio Berlusconi per stipulare un'alleanza con il nuovo movimento del Popolo della Libertà senza dovervi confluire; in realtà la decisione era stata presa immediatamente dopo un'assemblea tenutasi a Trieste, dove erano presenti i più importanti quadri nazionali, e la base si era schierata contro la fusione elettorale nel PdL. Il promotore dell'alleanza è stato Luca Romagnoli che, in risposta ad un precedente appello del presidente de La Destra Teodoro Buontempo, ha lanciato un ulteriore invito a Francesco Storace per presentarsi sotto un solo simbolo che rappresentasse la tradizione della destra in Italia.
L'accordo tra i due partiti venne annunciato il 15 febbraio, durante una conferenza stampa tenuta da Luca Romagnoli, Teodoro Buontempo e Daniela Santanchè, che fu la candidata premier. Nella stessa occasione venne anche presentato il simbolo del cartello, che ricordava molto quello che Alleanza Nazionale aveva appena lasciato per confluire nel Popolo della Libertà. Il 4 marzo il Viminale bocciò il simbolo de La Destra, in quanto troppo simile a quello di Alleanza Nazionale, partito ancora esistente, e concesse 48 ore per la presentazione di un altro simbolo. Il 6 marzo 2008 arrivò l'approvazione del Viminale sul simbolo modificato, con il logo della Fiamma Tricolore posizionato più in alto su sfondo uniformemente azzurro chiaro, con la scritta "Santanchè Presidente".
Alla lista hanno aderito anche i partiti regionali Unitalia e Trentino Libero, mentre il Fronte Sociale Nazionale di Adriano Tilgher ha dato indicazione di voto per questa lista.
Nelle elezioni di aprile 2008, La Destra-Fiamma Tricolore non è riuscita a superare le soglie di sbarramento né alla Camera né al Senato, rimanendo così esclusa dal Parlamento Italiano, avendo ottenuto rispettivamente il 2,4% dei voti alla Camera e il 2,1% al Senato).

## Risultati elettorali
| Elezione       | Elezione | Voti    | %    | Seggi |
| -------------- | -------- | ------- | ---- | ----- |
| Politiche 2008 | Camera   | 884.961 | 2,43 | 0     |
| Senato         | 686.926  | 2,09    | 0    |       |